# 柳營區

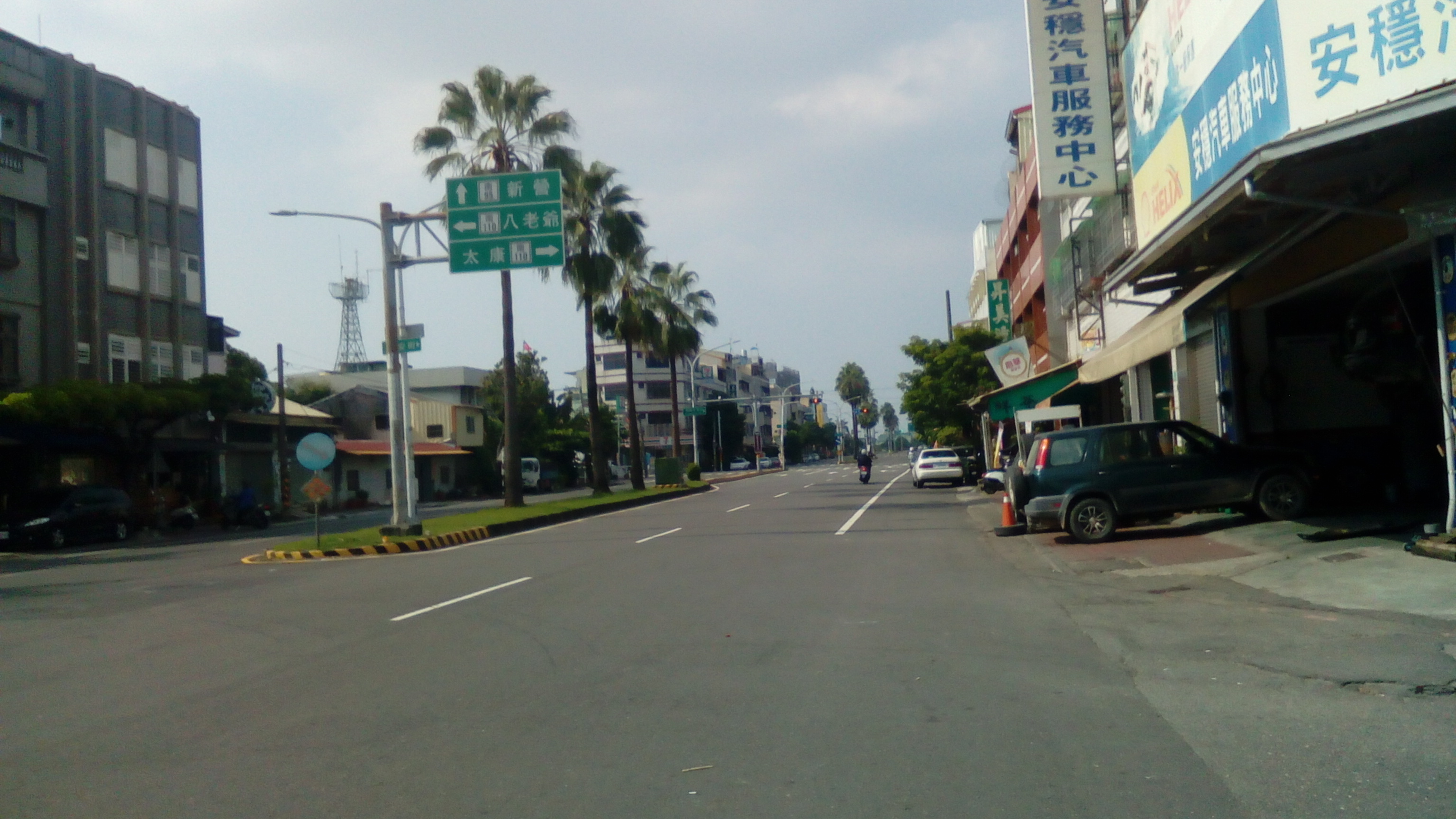
柳營市區

23°16′42″N 120°18′42″E / 23.278395°N 120.311673°E
柳營區（白話字：Liú-iâⁿ-khu），舊稱「查畝營」，前身「柳營鄉」，位於臺灣臺南市北部，屬於大新營地區的一部分，北臨新營區、東山區，南接六甲區、下營區，地處平原與山地交界地帶，西半部地勢平坦，東半部則屬丘陵地形，急水溪、龜重溪流經區境北端，氣候屬熱帶季風氣候，地方產業以酪農業為主。近年興建柳營科技工業暨環保園區有助於地方工業發展，及當地設有柳營奇美醫院提供醫療服務。

## 歷史
柳營區舊名「查畝營」，鄭成功軍隊編制與「二十八宿」相同，「查畝營」應為「女宿鎮」屯營之地，故俗稱「查某營」，後演變為「查畝營」。而「柳宿鎮」軍團屯營之地可能與「女宿鎮」屯營之地毗鄰，故此兩鎮屯營之地合稱為「柳營」；二說是因明鄭時期在此設置查測田畝的軍營而得名，日治時期當局認為「查畝營」地名不雅，便以此地居民姓氏大宗的劉姓，取日語音譯為「柳」，易名為「柳營」。
1920年臺灣地方改制，在此地設置「柳營」，劃歸臺南州新營郡管轄，戰後改設臺南縣柳營鄉。2010年12月25日，因臺南縣市合併為直轄市而改稱柳營區。
1968年6月3日，一架C-46運輸機墜落於今太康里農田，多年後當地民眾立七十二聖人廟以祭祀。

## 人口
根據臺南市新營戶政事務所統計，2024年底柳營區戶數約8.2千戶，人口約2萬人，區內人口最多與最少的里分別是東昇里與大農里，2024年底兩里人口分別為3,131人與684人。

## 政治

### 歷任首長

#### 鄉長
| 屆次 | 姓名   | 備註 |
| ---- | ------ | ---- |
| 1    | 劉偉   |      |
| 2    | 劉敏樹 |      |
| 3    | 陳庚金 |      |
| 4    | 劉杭   |      |
| 5    | 蔡木春 |      |
| 6    | 蔡木春 |      |
| 7    | 劉鹵   |      |
| 8    | 廖振霖 |      |
| 9    | 林百川 |      |
| 10   | 黃國安 |      |
| 11   | 邱等鴻 |      |
| 12   | 黃國安 |      |
| 13   | 黃國安 |      |
| 14   | 吳金松 |      |
| 15   | 黃國安 | 解職 |
| 15   | 吳金松 | 補選 |

#### 區長
| 任次 | 姓名   | 備註 |
| ---- | ------ | ---- |
| 1    | 李添財 |      |
| 2    | 李宗翰 |      |
| 3    | 汪慶龍 |      |
| 4    | 陳玉惠 |      |
| 5    | 顏文穗 |      |
| 6    | 劉發仲 |      |

### 區政組織

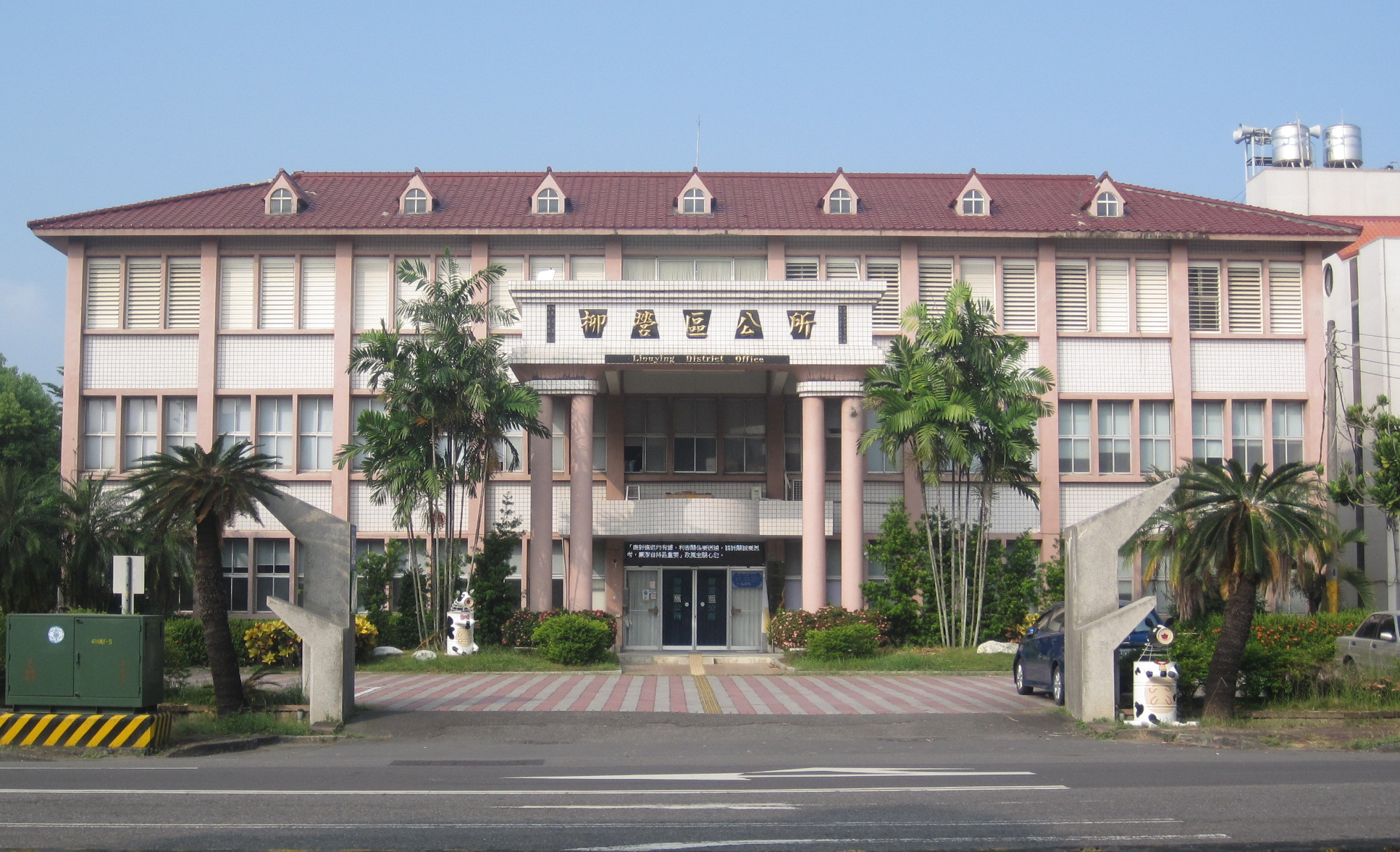
柳營區公所

柳營區公所是臺南市政府在柳營區的派出機關，在中華民國政府架構中為市政府綜理區政的執行機關，上級業務監督機關為臺南市政府。区长由市長任命，其任期為無任期保障。在區長及秘書之下，設有4課3室等7個內部單位。

### 行政區
現今柳營區行政範圍的確立，來自於1920年，日本將臺灣十二廳改為五州二廳，設柳營庄屬臺南州新營郡。柳營庄轄柳營、八老爺、火燒店、太康、路東、五軍營、小腳腿、大腳腿、果毅後、新厝、山子腳等11個大字。1945年，改為「柳營鄉」，屬臺南縣新營區:35。1950年，裁撤區署，柳營鄉改直隸於臺南縣:105。2010年12月25日，臺南縣市合併改制為直轄市，柳營鄉改制為市轄區「柳營區」，隸屬臺南市。
2018年1月29日因里鄰調整，調整了光福里與中埕里之間的里界。經此調整後，柳營區下設13里：人和里、士林里、八翁里、東昇里、光福里、中埕里、太康里、重溪里、神農里、篤農里、大農里、果毅里與旭山里。

## 經濟產業
- 柳營科技工業暨環保園區

## 教育

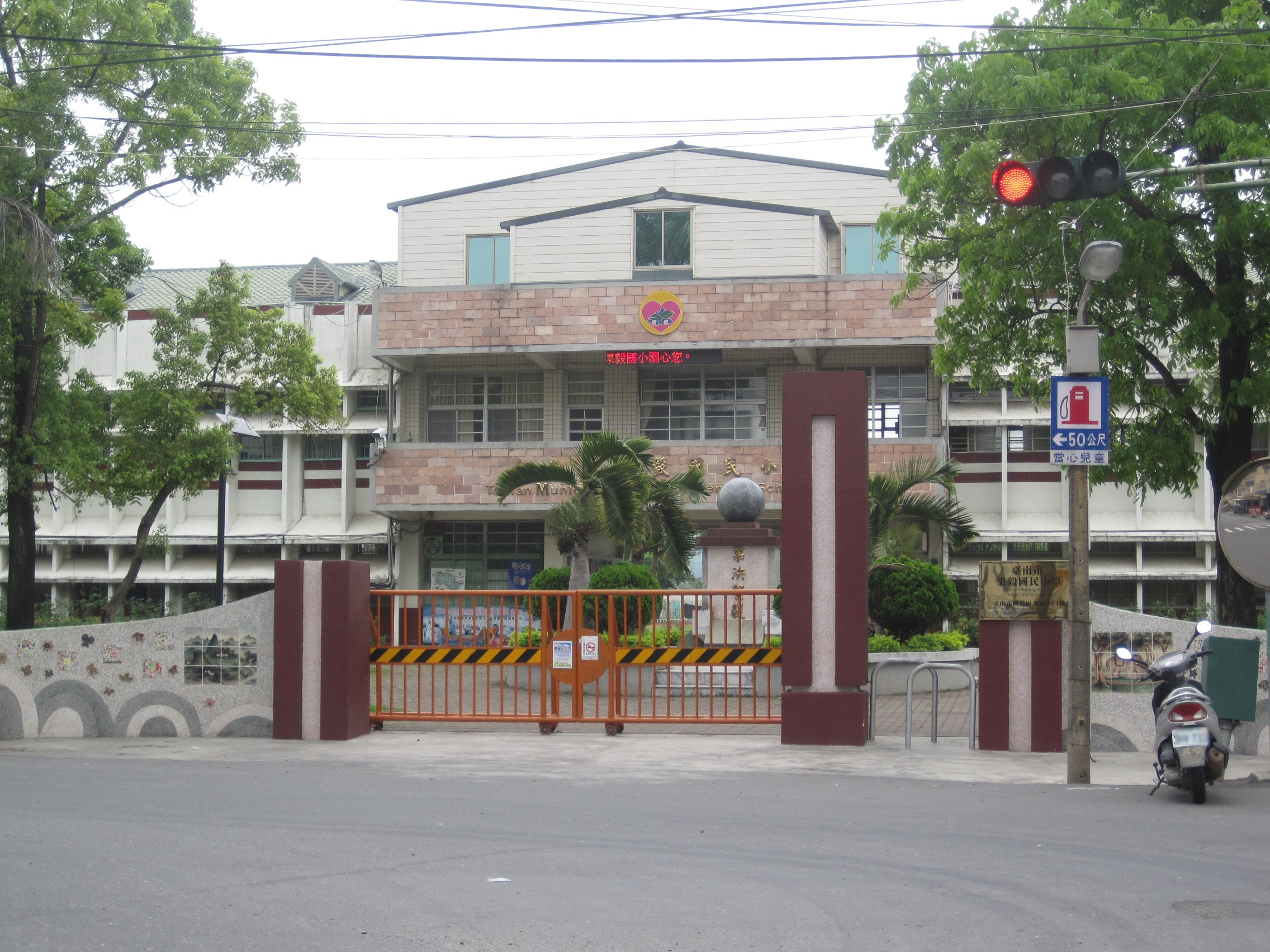
果毅國小

### 大專院校
- 敏惠醫護管理專科學校

### 國民中學
- 臺南市立柳營國民中學

### 國民小學
- 臺南市柳營區柳營國民小學
- 臺南市柳營區太康國民小學
- 臺南市柳營區重溪國民小學
- 臺南市柳營區果毅國民小學
- 臺南市柳營區新山國民小學

## 醫療
- 柳營奇美醫院

## 交通

### 鐵路
臺灣鐵路公司
- 縱貫線：柳營車站

臺灣糖業鐵路
- 八翁線：火燒店車站、八老爺車站

### 公路
- 國道三號（福爾摩沙高速公路）
  - 322 柳營
- 台1線(奇美路一、二段、柳營路一段)：新營區－柳營區－六甲區
- 市道165號：東山區－柳營區－六甲區
- 市道174號：六甲區－柳營區－東山區
- 南69線(雙和路、和平路)：柳營區－下營區
- 南81線：東山區－柳營區－六甲區
- 南95線(柳營路一段～三段)
- 南108線(義士路一段～三段、五段)
- 南311線(長榮路四段～六段)：新營區－柳營區
- 南316線(中山西路一～三段、中山東路二段、德元埤大道一～二段)

### 大台南公車
| 編號              | 路線                                       | 營運單位          | 備註                                                                           |
| ----------------- | ------------------------------------------ | ----------------- | ------------------------------------------------------------------------------ |
| 菱波官田線        | 新營－善化轉運站                           | 新營客運          | - 每週三停駛，台灣好行菱波官田線。 - 經官田遊客中心、隆田火車站、善化啤酒廠。  |
| 黃幹線            | 白河－新營－柳營－下營－麻豆轉運站         | 新營客運 興南客運 | - 部分班次繞駛白河商工。 - 黃幹線區間車(北)07:05白河站發車延駛至柳營奇美醫院。 |
| 黃幹線 區間車(南) | 新營－柳營－下營－麻豆轉運站               | 新營客運          |                                                                                |
| 黃1               | 新營－柳營－林鳳營火車站－六甲             | 新營客運          | - 部分班次延駛至新營轉運站、台南藝術大學。                                     |
| 黃2               | 新營－柳營－林鳳營火車站－六甲－王爺宮     | 新營客運          | - 部分班次延駛至西口小瑞士。                                                   |
| 黃2-1             | 柳營奇美醫院－林鳳營火車站－菁埔里菁埔寮   | 台一大車隊        | - 全線使用小黃公車營運，採預約制發車。                                         |
| 黃3               | 新營－柳營－二重溪－果毅後廟前             | 新營客運          | - 部分班次繞駛柳營科工區。 - 部分班次延駛至新營轉運站、德元埤荷蘭村。          |
| 黃4               | 新營－柳營－二重溪－果毅後－六甲           | 新營客運          | - 部分班次延駛至新營轉運站。 - 除06:00六甲發車班次，其餘班次繞駛柳營奇美醫院。 |
| 黃5               | 新營－柳營－紅毛厝－下營－曾文市政願景園區 | 新營客運          |                                                                                |
| 黃5區間車         | 新營－柳營－紅毛厝－下營廟前               | 皇冠交通          | - 全線使用小黃公車營運。                                                       |
| 黃16              | 白河國中－白河－東山－六甲－隆田火車站     | 新營客運          |                                                                                |

### 公共自行車
臺南市YouBike 2.0於2023年2月23日正式營運，截至2024年11月15日於柳營區內設置3處站點。

## 旅遊

柳營區代天院

- 尖山埤水庫
- 尖山埤渡假村
- 南元花園休閒農場
- 陳永華將軍墓
- 太康綠色隧道
- 柳營八老爺牧場
- 柳營靶場
- 七十二聖人廟
- 佛山觀音巖
- 柳營代天院
- 柳營劉家古厝
- 德元埤水庫
- 德元埤荷蘭村
- 吳晉淮音樂紀念館
- 劉啟祥美術紀念館

## 特產
- 菱角
- 苦瓜
- 稻米
- 牛乳
- 甘蔗
- 火龍果
- 咖啡

## 外部連結
- 柳營區公所 （页面存档备份，存于）
- 財團法人奇美醫院 （页面存档备份，存于）